# Eunidia senegalensis
Eunidia senegalensis är en skalbaggsart som beskrevs av Stefan von Breuning 1966. Eunidia senegalensis ingår i släktet Eunidia och familjen långhorningar.
Artens utbredningsområde är Senegal. Inga underarter finns listade i Catalogue of Life.